# Actinoceratidae
Actinoceratidae je jednou z vyhynulých čeledí hlavonožců, vyznačující se dlouhými, rovnými a kuželovitými schránkami s délkou až dva metry. Žili v mělkých mořích prvohor od spodního ordoviku až po karbon a jejich fosilie se vyskytují i na území České republiky, např. na koněpruském korálovém útesu.